# Lepadella donneri
Lepadella donneri är en hjuldjursart som beskrevs av Koste 1972. Lepadella donneri ingår i släktet Lepadella och familjen Lepadellidae. Inga underarter finns listade i Catalogue of Life.